# 平田邨

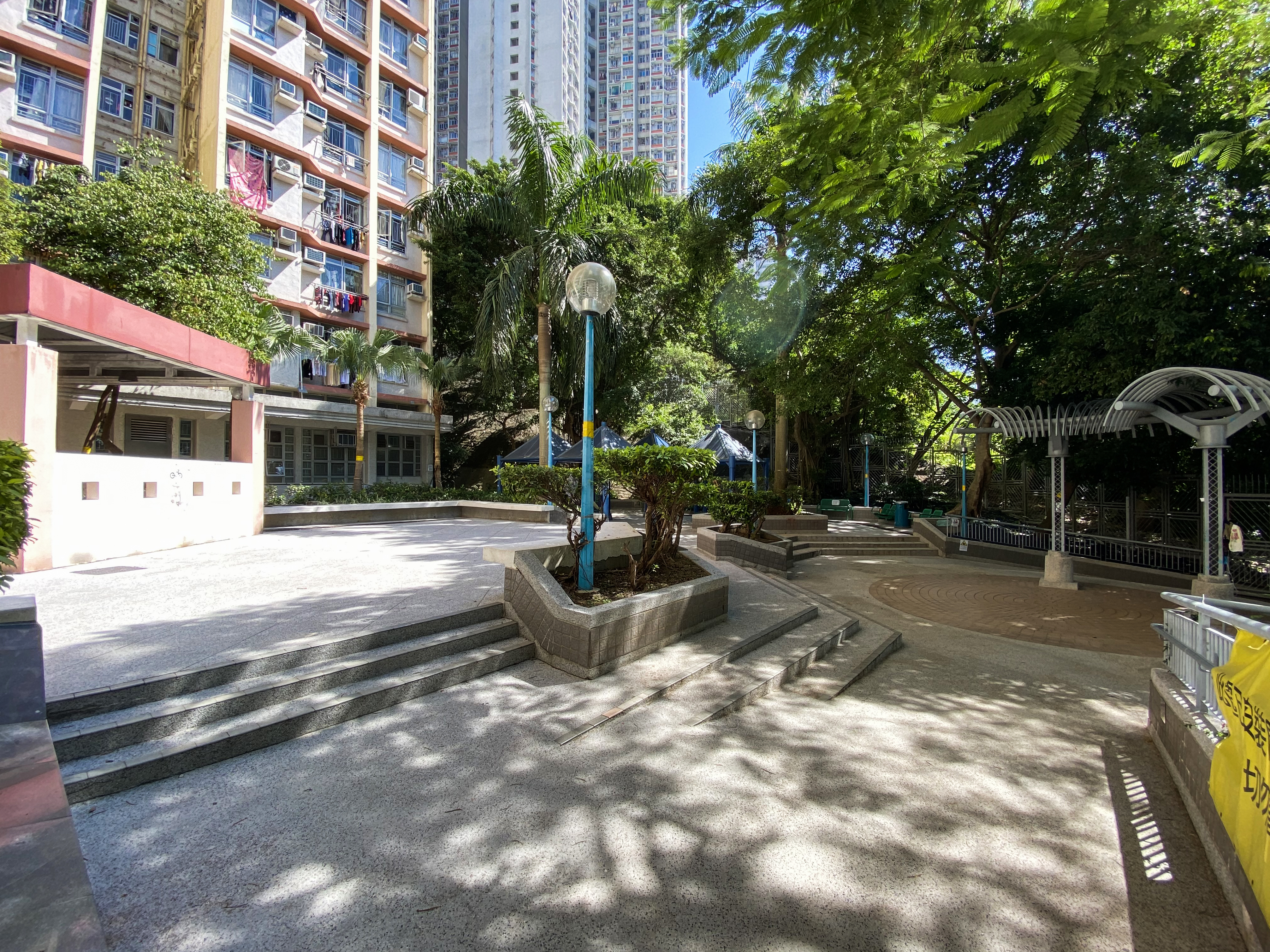
戶外花園

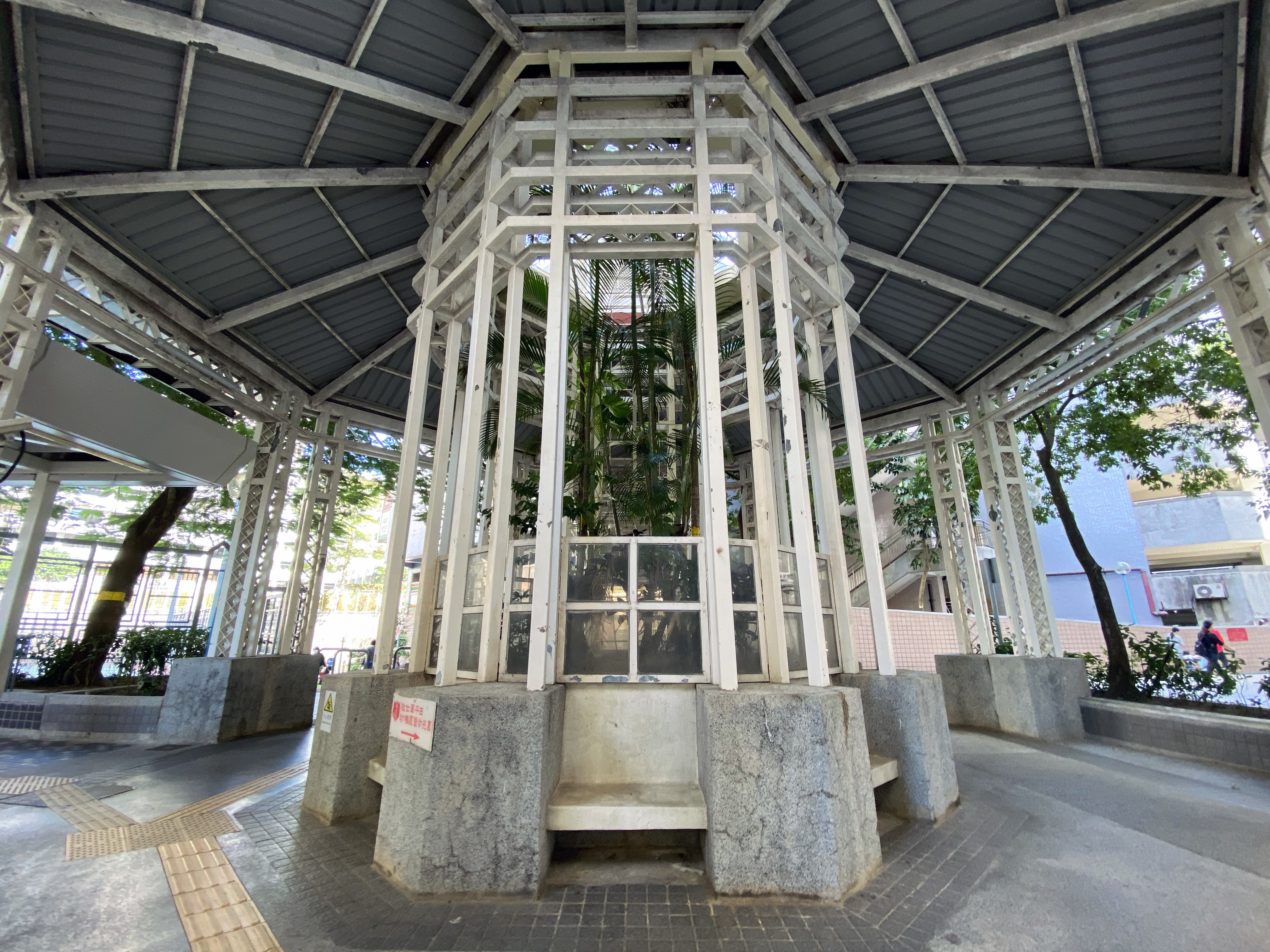
平田商場外的有蓋行人通道內種植了樹木

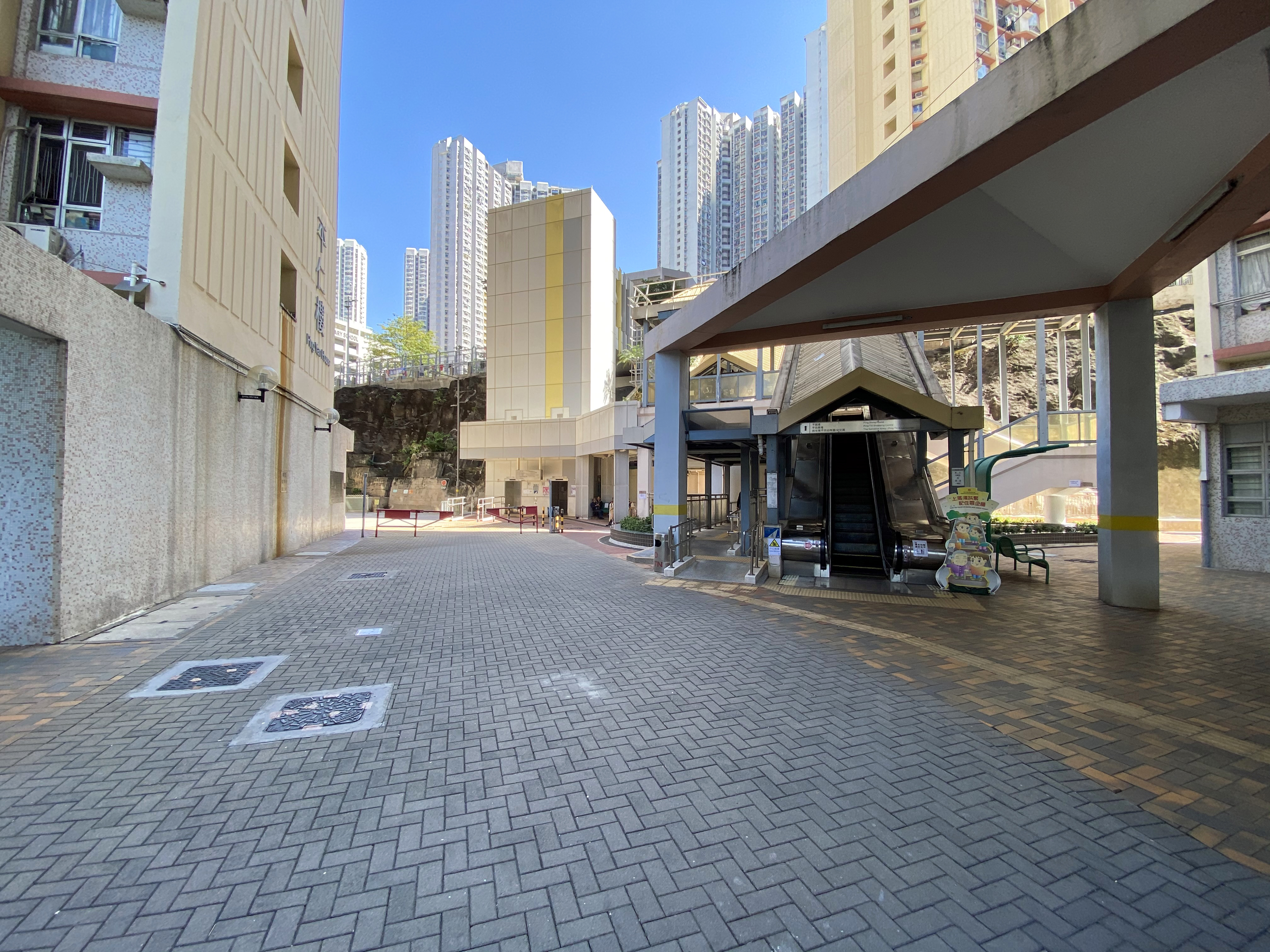
往平田商場的扶手電梯

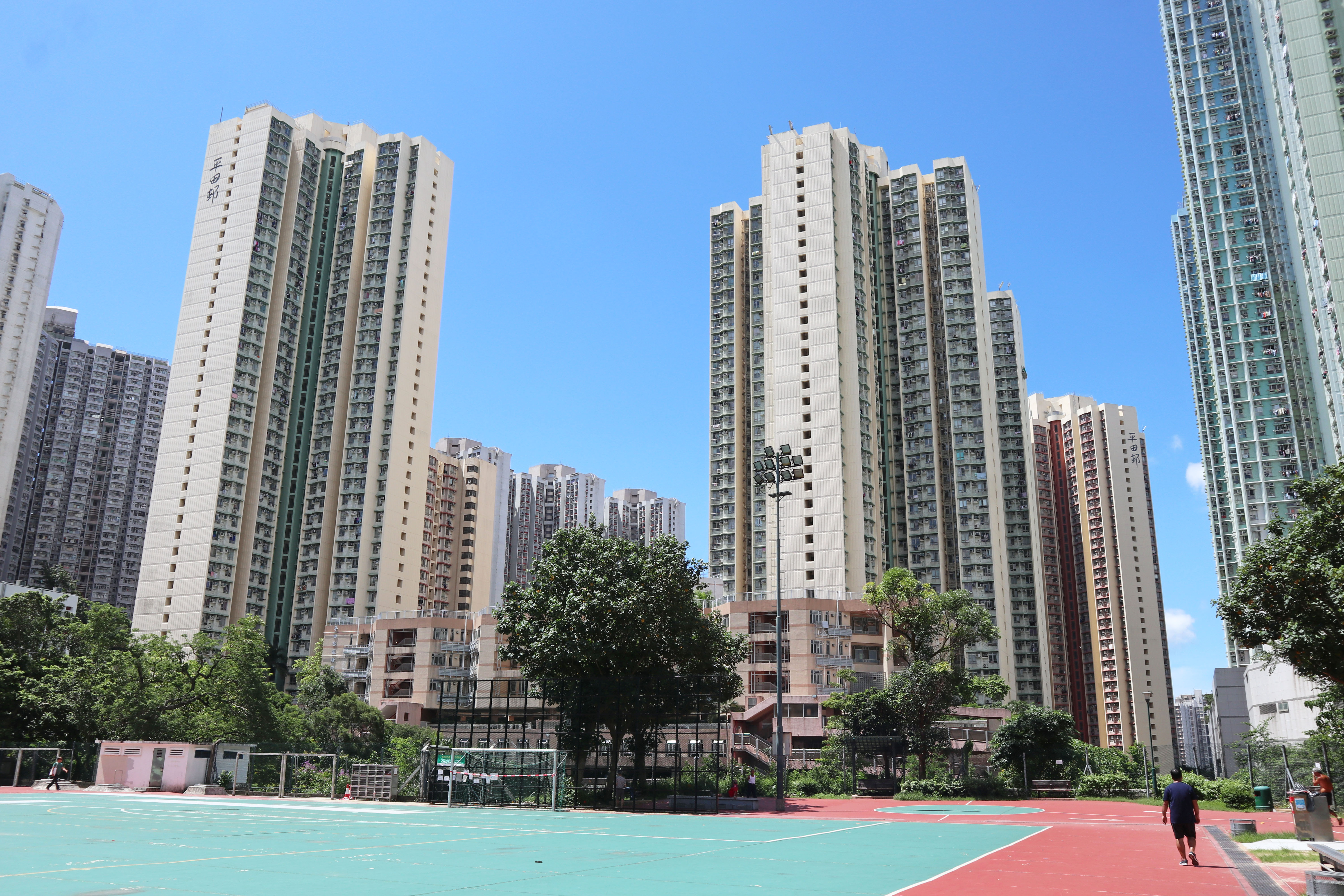
2020年的平田邨外觀

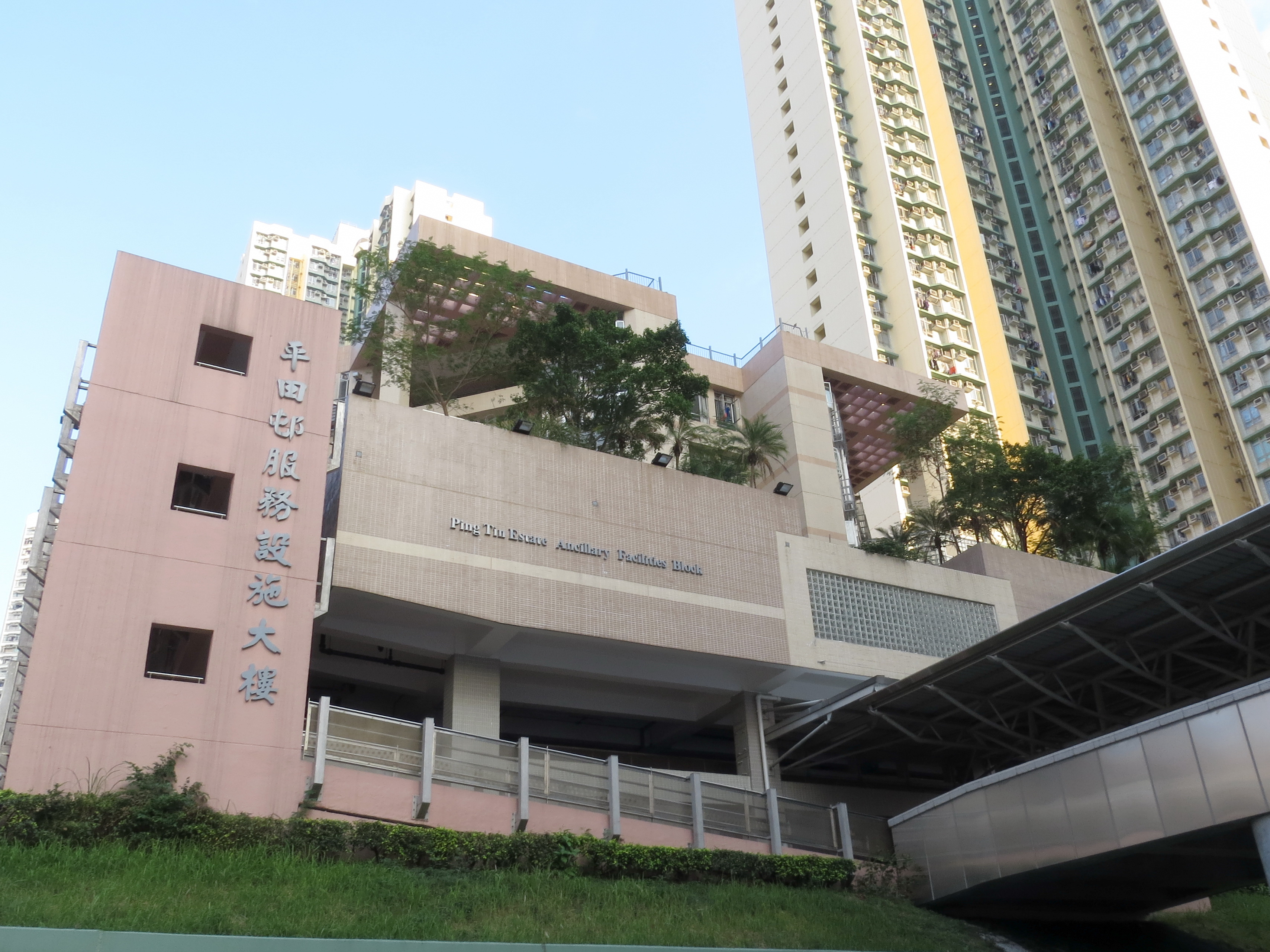
平田邨服務設施大樓

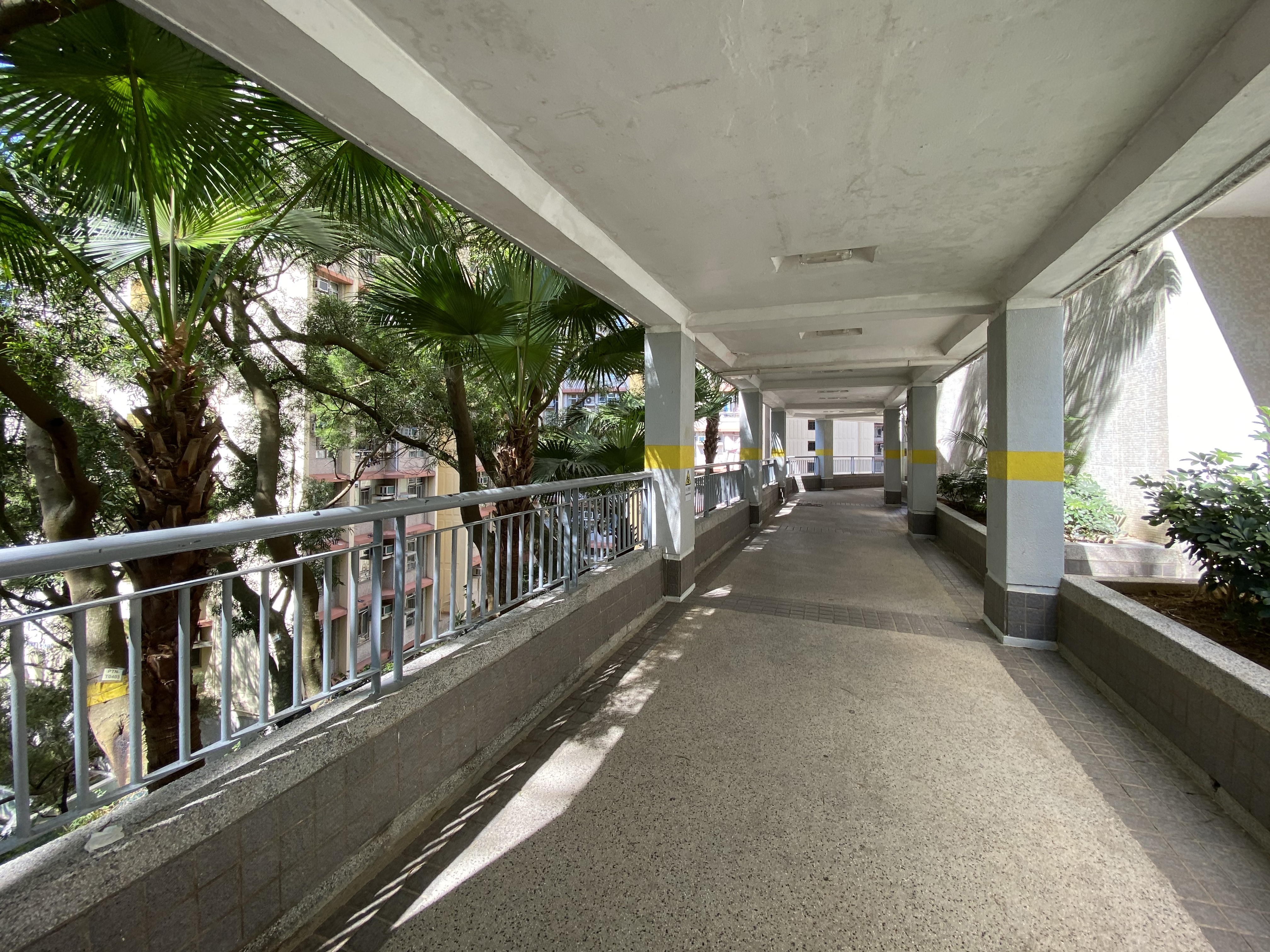
有蓋行人通道

平田邨（英語：Ping Tin Estate）位於香港觀塘區藍田安田街18號，是香港房屋委員會轄下的公共屋邨之一。

## 屋邨歷史
平田邨前身為徙置事務處咸田徙置區第16至24座。第16至20座在1972年至1973年落成；第21至24座則在香港房屋委員會成立後，在1973年至1974年落成。
第17座是1985年被揭發的「26座問題公屋」之一，混凝土強度只有6.20兆帕斯卡，遠遠低於興建樓宇最低要求的20至30兆帕斯卡，而第22座的混凝土強度亦只有標準的34%。基於這個緣故，藍田邨第17座在1988年4月便被迫展開清拆工程，而第20至24座和第16、18及19座也於1992年8月和1994年3月展開清拆工程。清拆時樓齡只有16年至22年。
隨後，第21至24座重建為平信樓、平仁樓、平旺樓、平誠樓、平田商場，在1997年落成；第16、18及19座重建為平真樓、平善樓、平美樓、服務設施大樓及藍田循道衛理小學；第20座重建成同樣由舊藍田邨遷入本邨的聖公會李兆強小學，在1998年落成。在平田邨落成後，安田街改為順時針方向單程行車，平田街改為單程東行行車。

## 屋邨資料
平田邨大約於1994年由房委會與房屋署建築師著手規劃設計，並為屋邨立項；最終於1997年至1998年8月期間全邨分階段落成。
屋邨內樓宇命名別具心思，但與其他公營房屋無異，都是由房委會房屋事務經理或物業服務經理於屋邨入伙前30個月（1995年）負責為屋邨連每座樓宇命名。大部份樓宇以中國儒家所提倡的五常及「真善美」的價值觀為命名，包括「仁、信」及「真、善、美」，命名形式及做法與李鄭屋邨及同期落成的尚德邨類近。

### 樓宇
| 樓宇名稱（座號）          | 樓宇類型                                  | 落成年份 | 樓宇層數 （住宅層數）       | 每層伙數                                  | 每座單位總數（伙） | 建築師       | 承建商             | 提供升降機的廠商 | 期數                     |
| ------------------------- | ----------------------------------------- | -------- | --------------------------- | ----------------------------------------- | ------------------ | ------------ | ------------------ | ---------------- | ------------------------ |
| 平仁樓（英語：Ping Yan House）（第1座） | 和諧一型第十款 （第二代）                 | 1997年   | 39（1-38）                  | 18（其餘樓層） 17（19樓）                 | 683                | 房屋署建築師 | 新昌營造廠有限公司 | LG               | 2 & 3 （藍田邨重建計劃） |
| 平信樓（英語：Ping Shun House）（第2座） | 和諧一型第十款 （第二代）                 | 1997年   | 39（1-38）                  | 18（其餘樓層） 17（19樓）                 | 683                | 房屋署建築師 | 新昌營造廠有限公司 | LG               | 2 & 3 （藍田邨重建計劃） |
| 平旺樓（英語：Ping Wong House）（第3座） | 和諧一型第五款 （第二代）                 | 1997年   | 39（1-38）                  | 20（其餘樓層） 19（19樓）                 | 759                | 房屋署建築師 | 新昌營造廠有限公司 | LG               | 2 & 3 （藍田邨重建計劃） |
| 平誠樓（英語：Ping Shing House）（第4座） | 和諧一型第五款 （第二代）                 | 1997年   | 39（1-38）                  | 20（其餘樓層） 19（19樓）                 | 759                | 房屋署建築師 | 新昌營造廠有限公司 | LG               | 2 & 3 （藍田邨重建計劃） |
| 平真樓（英語：Ping Chun House）（第5座） | 和諧一型第六款 連新和諧附翼二型（第三代） | 1998年   | 39（1-38） 附翼：21（1-20） | 28（1-18及20樓） 27（19樓） 20（21-38樓） | 767                | 房屋署建築師 | 鴻運建築有限公司   | 三菱             | 4 （藍田邨重建計劃）     |
| 平善樓（英語：Ping Shin House）（第6座） | 和諧一型第五款 （第三代）                 | 1998年   | 39（1-38）                  | 20（其餘樓層） 19（19樓）                 | 759                | 房屋署建築師 | 鴻運建築有限公司   | 三菱             | 4 （藍田邨重建計劃）     |
| 平美樓（英語：Ping Mei House）（第7座） | 和諧一型第六款 （第三代）                 | 1998年   | 39（1-38）                  | 20（其餘樓層） 19（19樓）                 | 759                | 房屋署建築師 | 鴻運建築有限公司   | 三菱             | 4 （藍田邨重建計劃）     |
| 服務設施大樓    | 服務設施大樓                    | 1998年   | 7（長者住屋：3）            | 長者住屋：65（4樓） 66（5-6樓）           | 197                | 房屋署建築師 | 鴻運建築有限公司   | 三菱             | 4 （藍田邨重建計劃）     |

另外，邨內兩所小學由瑞安建業承建。

### 平田邨服務設施大樓
大樓內設置了停車場、安老院等設施，並設有天橋通道連接啟田商場。另外設有長者住屋、是採用內向合院式設計，每個單位均享有內園景色，令住客可享用清幽的居住環境。大廈內燈光柔和，設有多個按鈕式緊急警鐘。為了使住客更有「在家」的感覺，單位經特意佈置，選用在一般家庭常見的傢俬。室內設有多個客廳和陽台，住客仿如置身大家庭。這座大樓是首幢以嶄新概念設計的長者住屋，曾經視為在香港公共房屋史上的突破。
長者住屋的開幕儀式在1998年5月9日舉行，由董建華主禮。

### 康樂設施及平田徑
邨內設多個兒童遊樂場、2個籃球場、健身區和涼亭。
而觀塘區議會撥款1100萬元興建平田徑，由平田邨平旺樓，連接山下的鯉魚門道。工程於2018年5月展開，於2019年4月29日完成啟用。不過有市民發現該路段使用率不高，有街坊更指在晚間上到最頂才發現閘門上鎖。前區議員姚柏良表示是基於「安全考慮」而決定開放時間為早上6時至晚上11時。

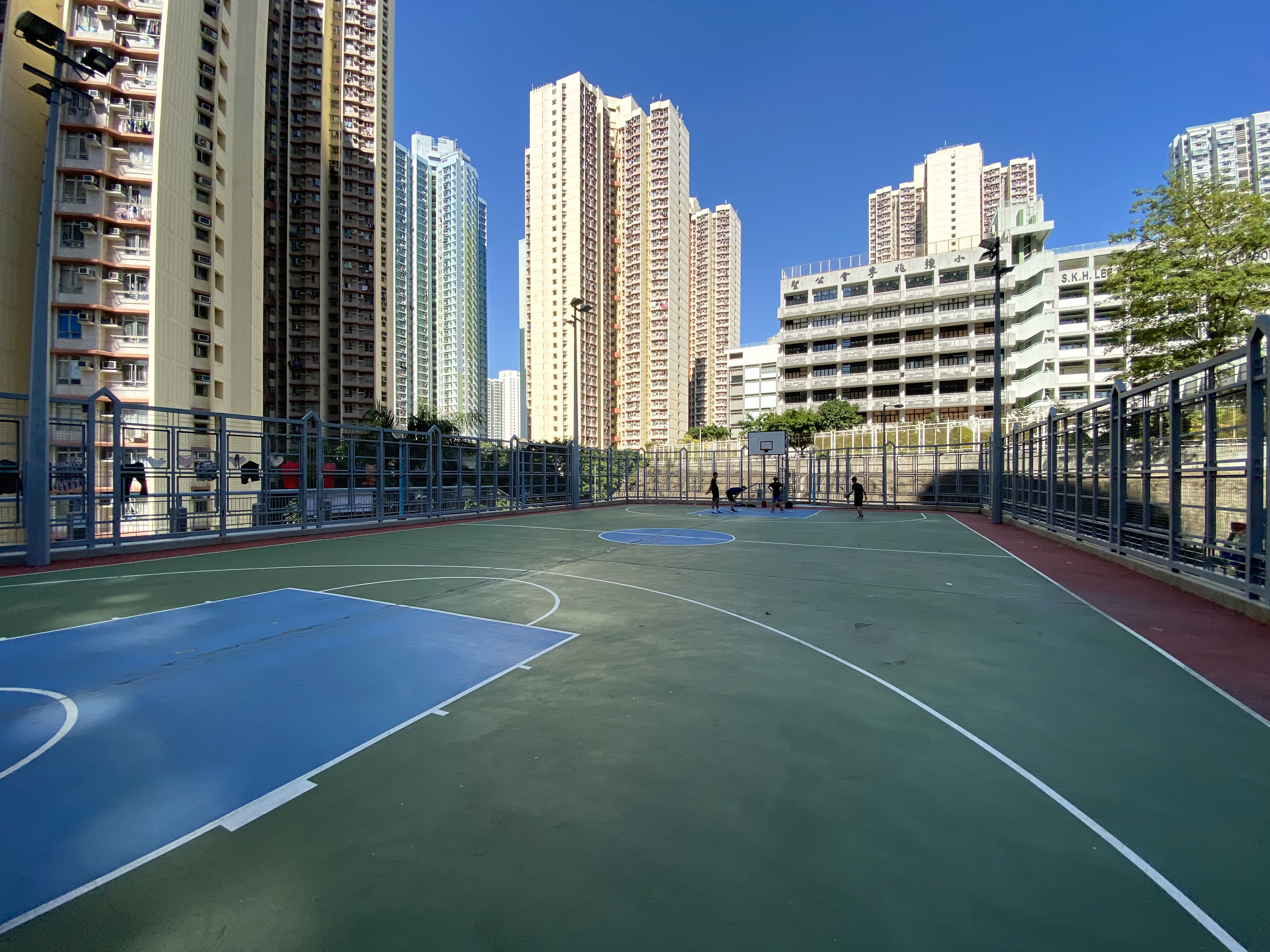
籃球場
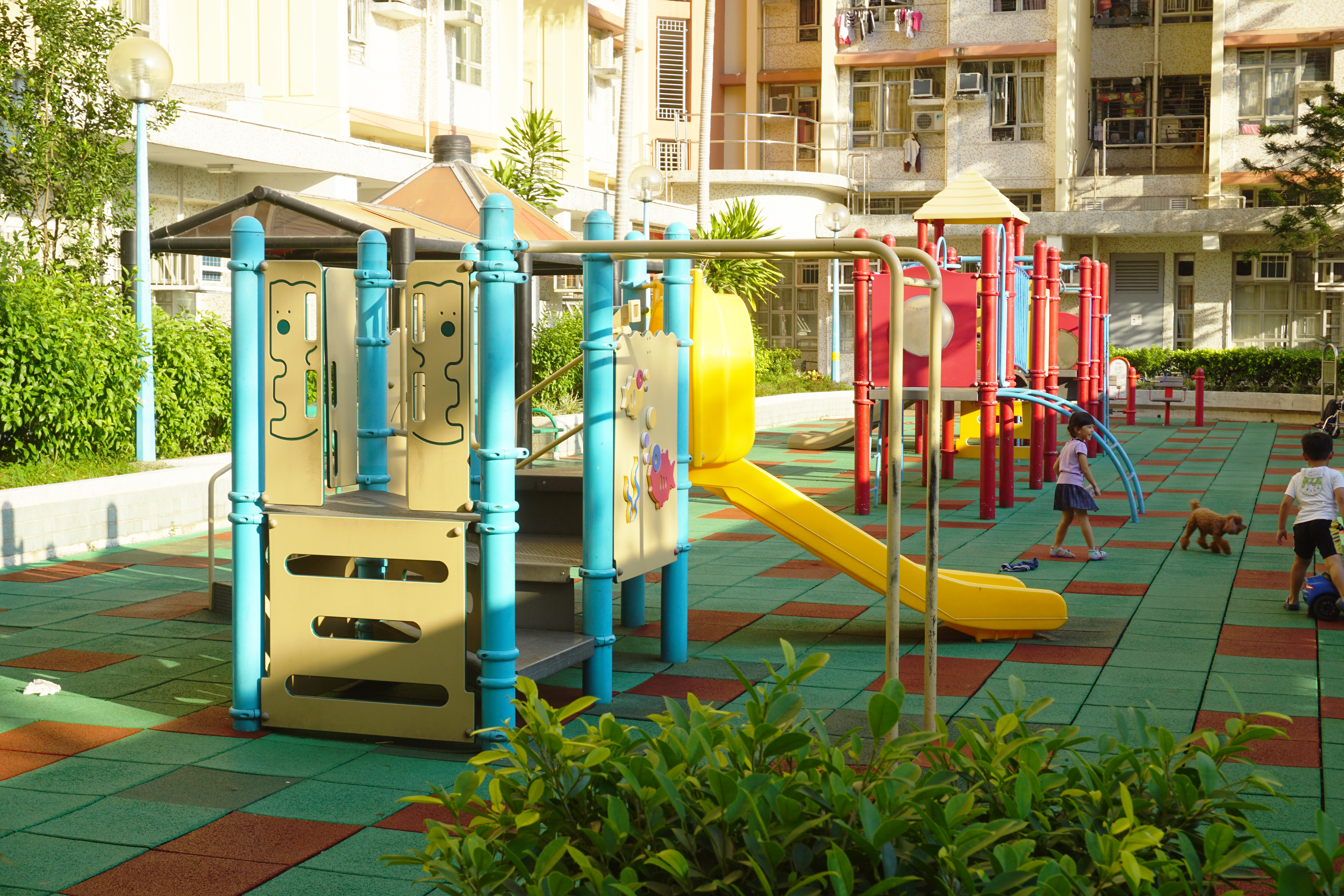
兒童遊樂場
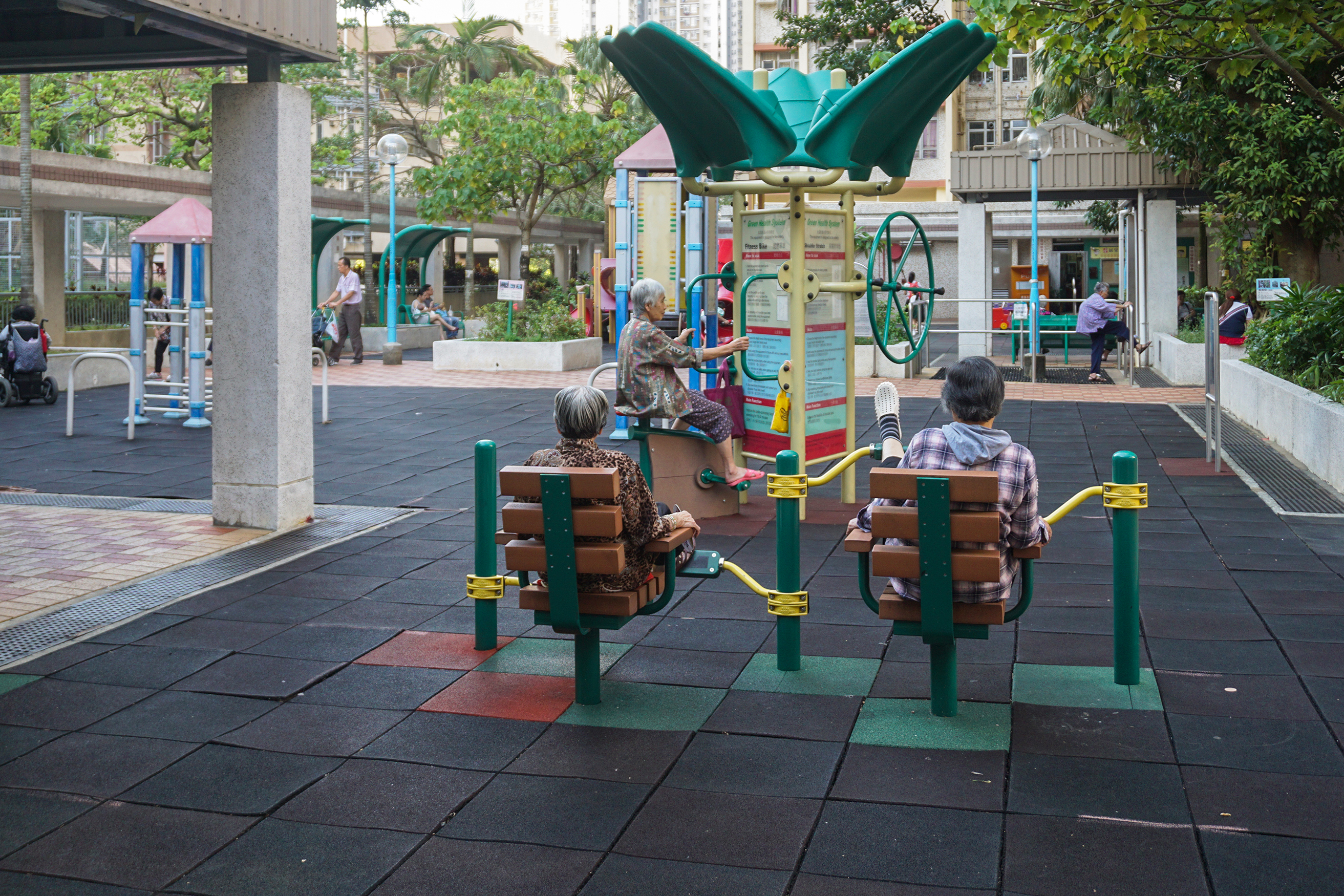
健體區及卵石路步行徑
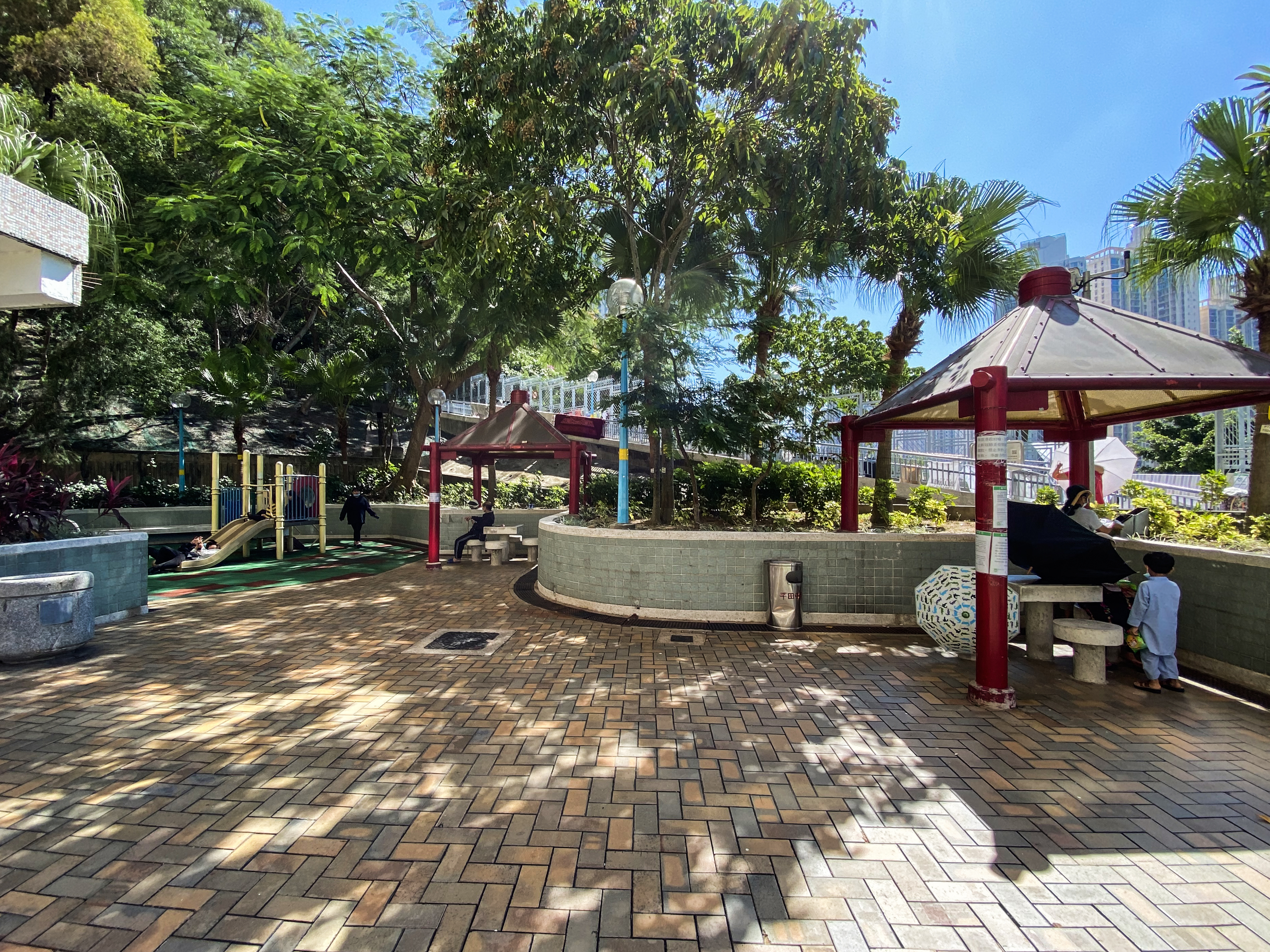
涼亭及棋藝區
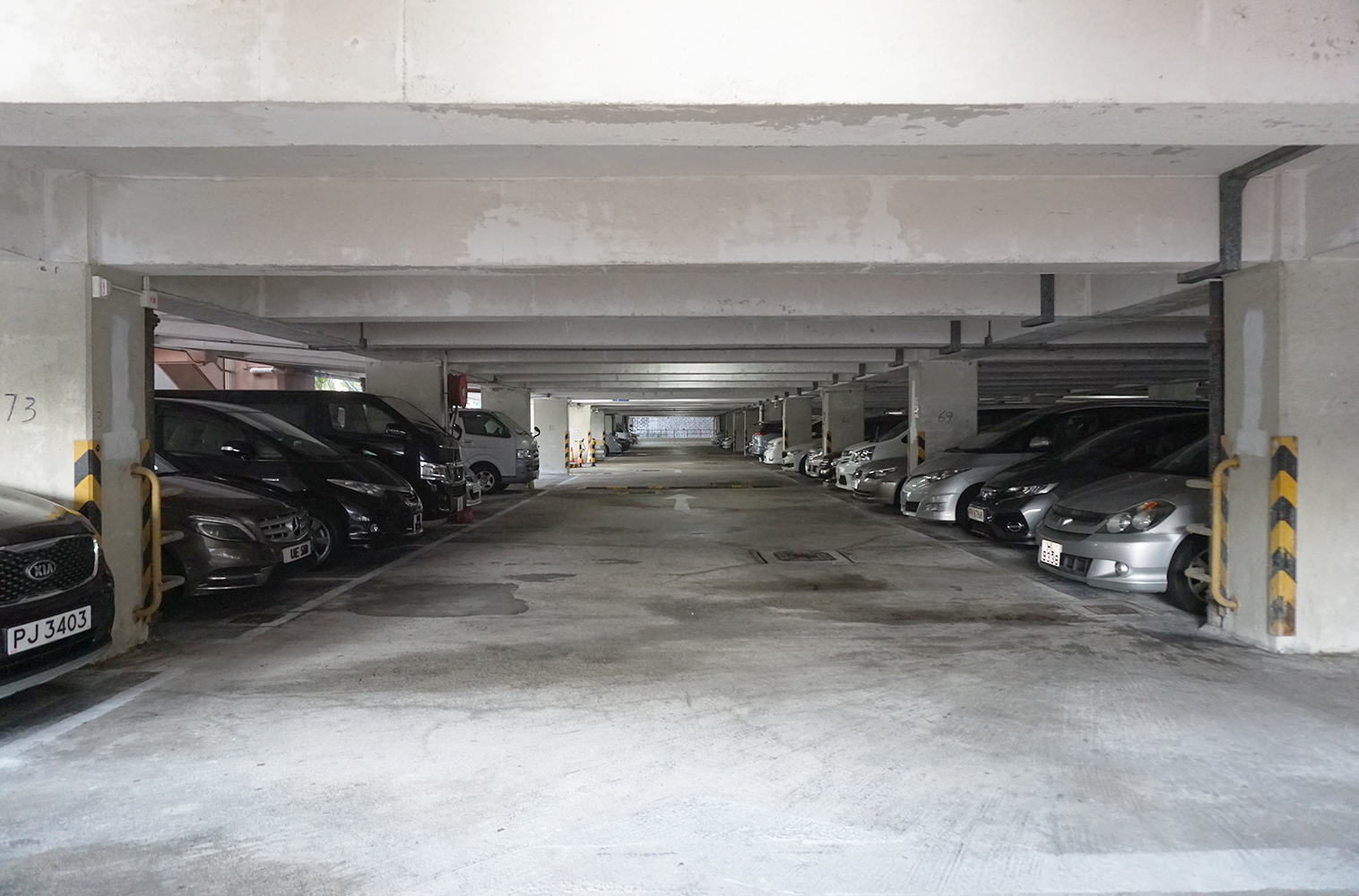
停車場
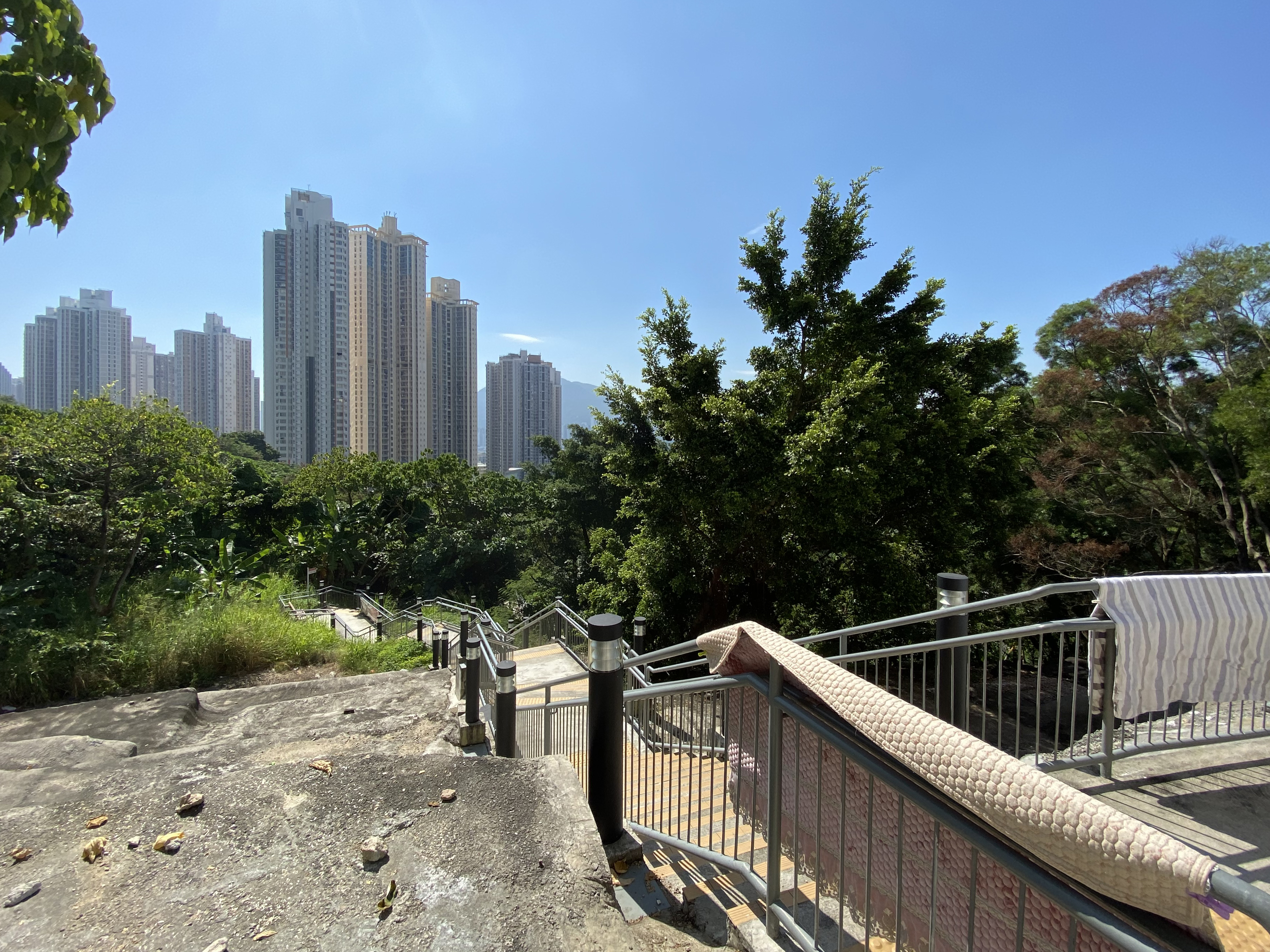
來往平旺樓，連接山下鯉魚門道的平田徑耗資1100萬元興建

### 平田商場
平田商場樓高3層，在1997年年底開幕。地下設7-11便利店、薩莉亞意式餐廳、味之戀人、麵包店、跌打、港鐵特惠站及自助提取貨物櫃「順便智能櫃」；1樓設惠康超級市場、美容店、洗衣店、補習社和零食店；2樓設日本城、地產代理、診所、裝修工程、玩具店和報攤。餐廳為棋子燒鵝和百份百餐廳。同層設有行人通道通往康雅苑和碧雲道。

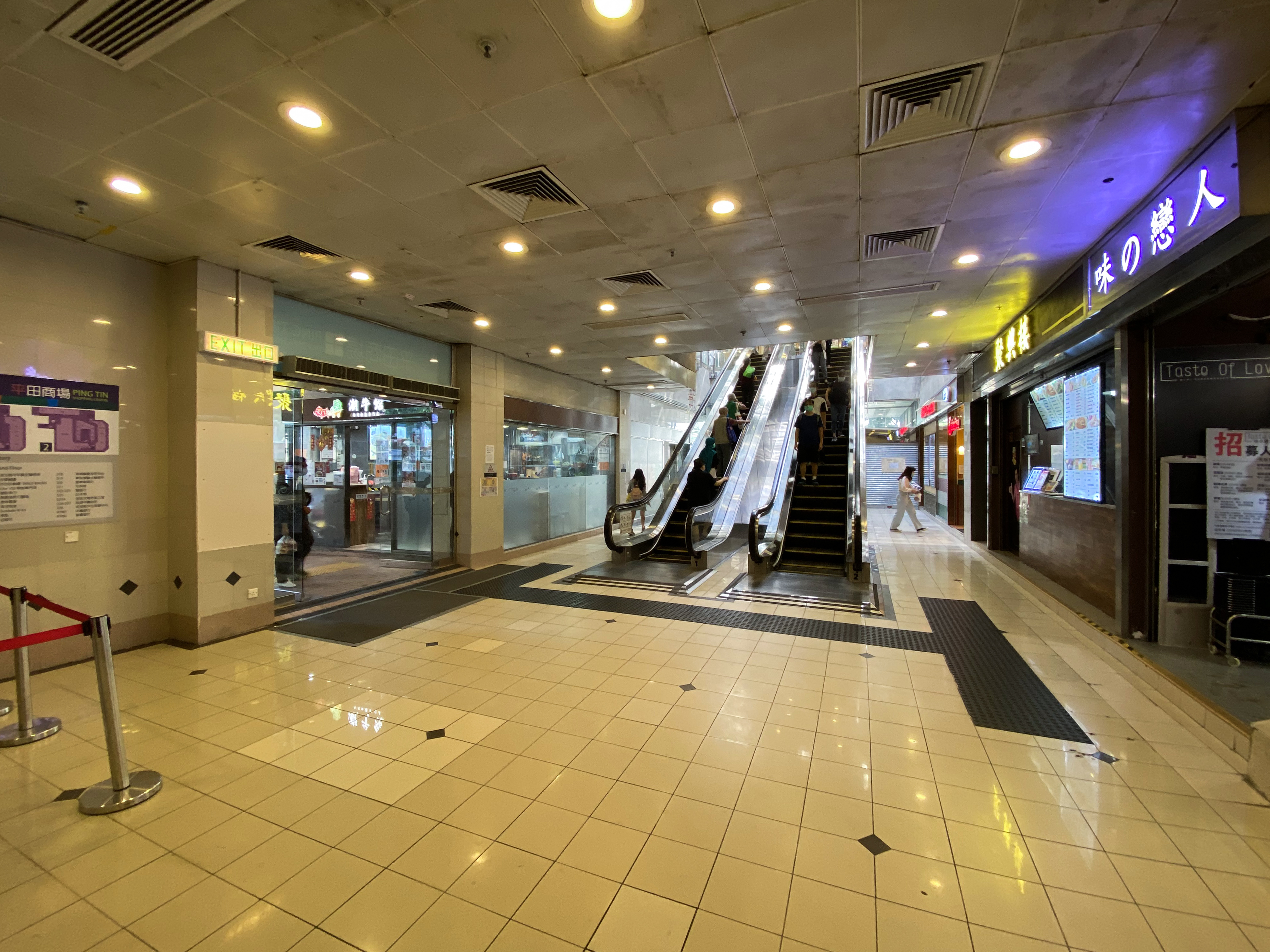
平田商場地下
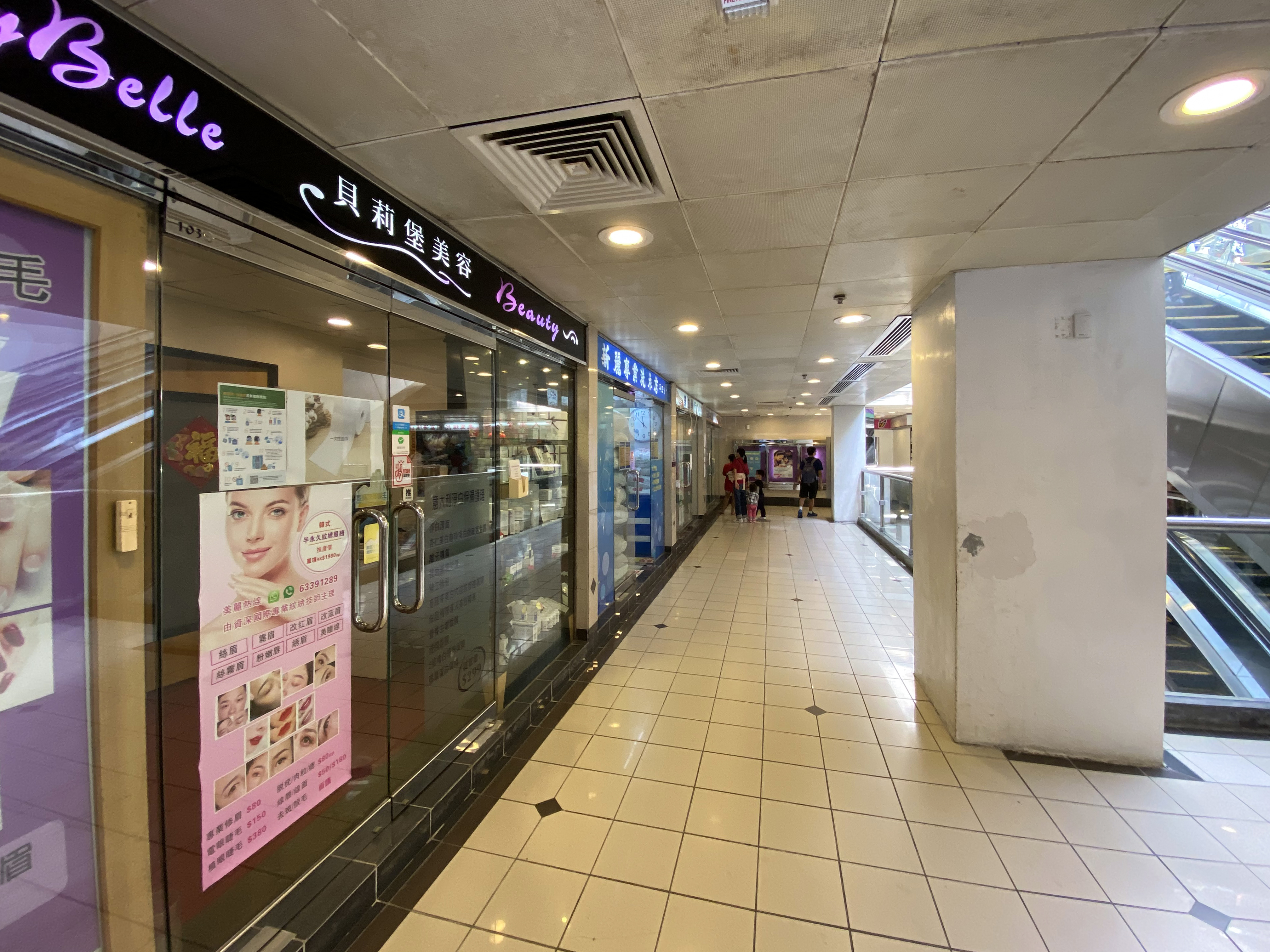
平田商場1樓
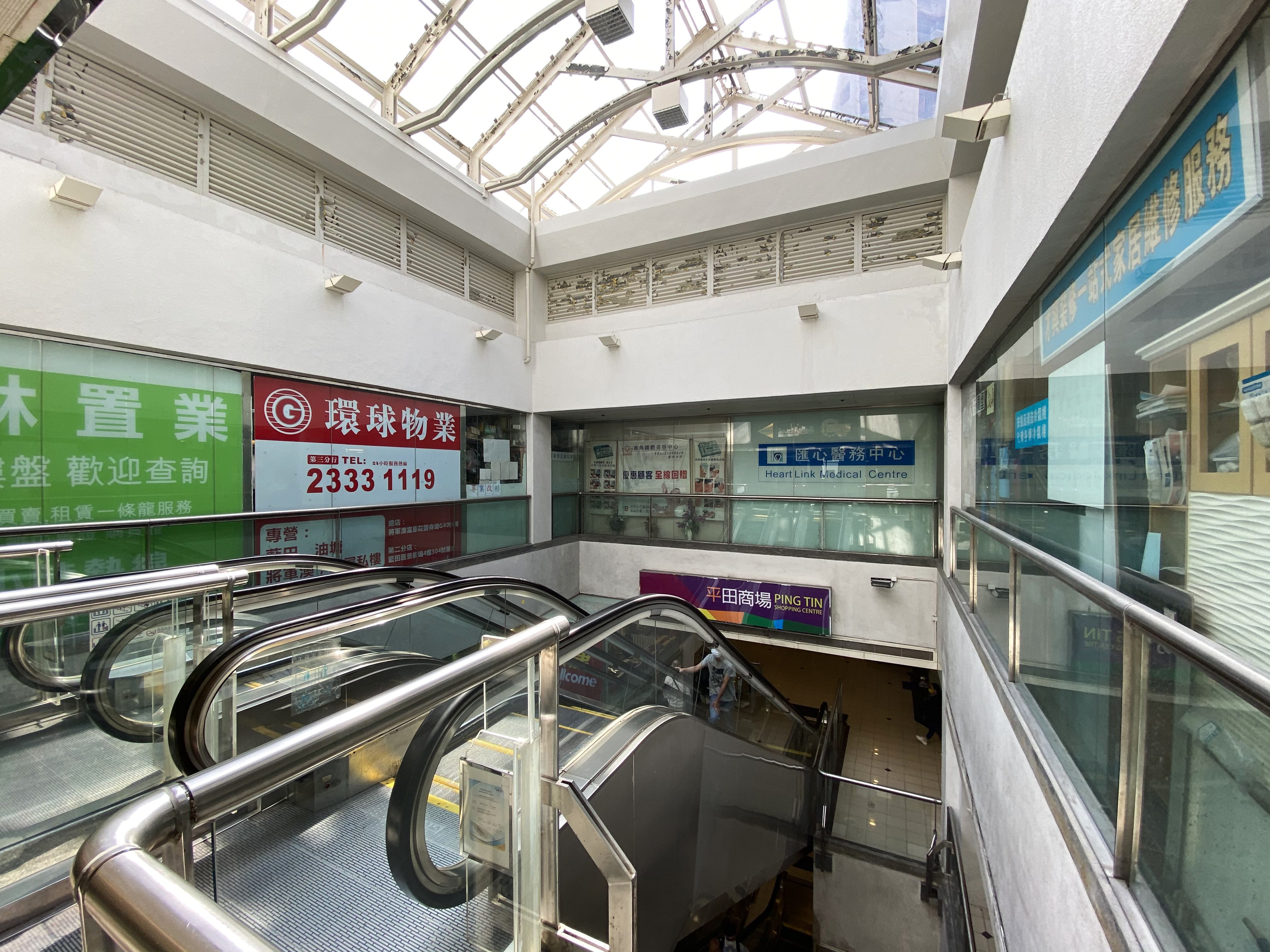
平田商場天幕
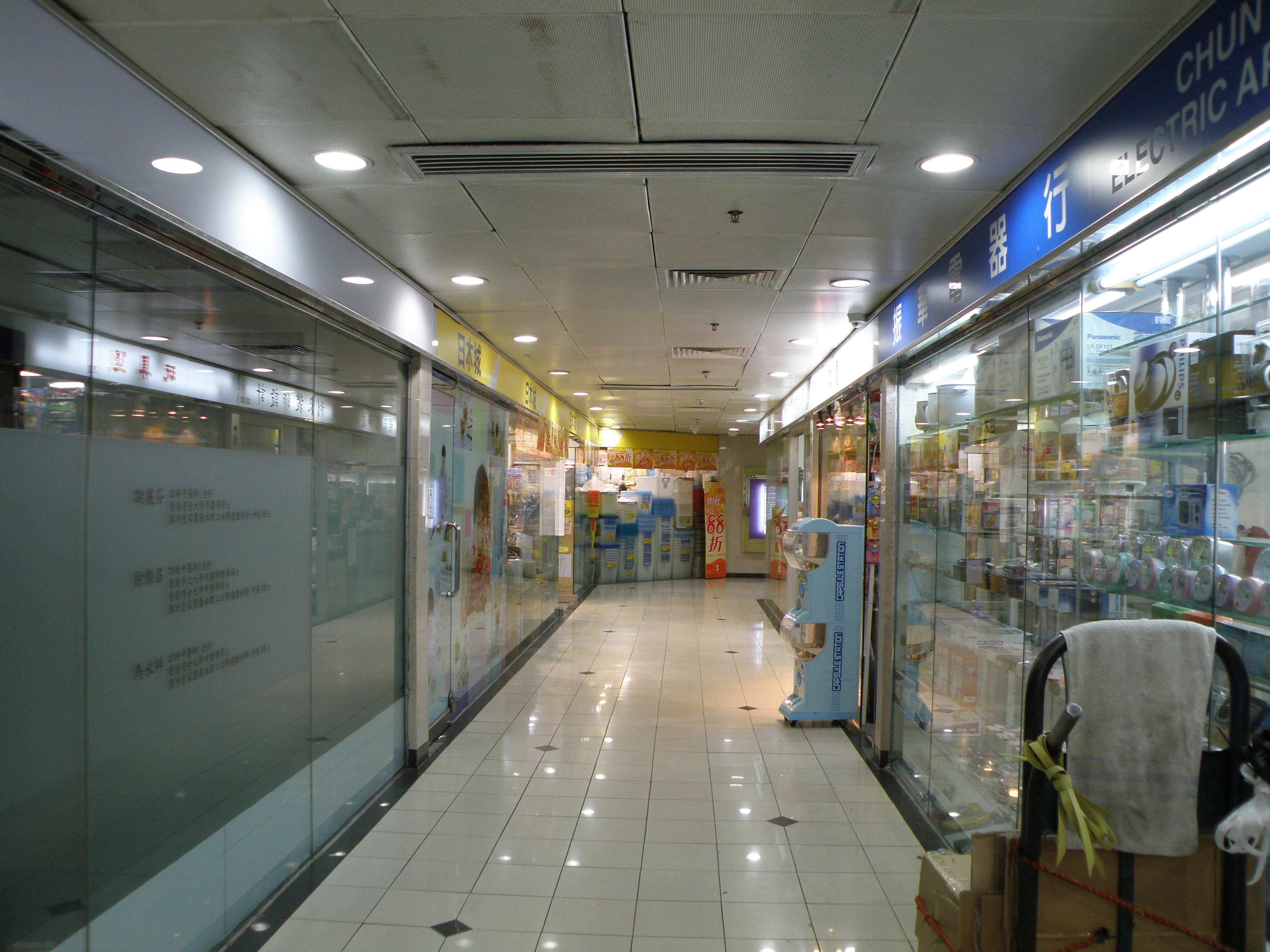
平田商場2樓
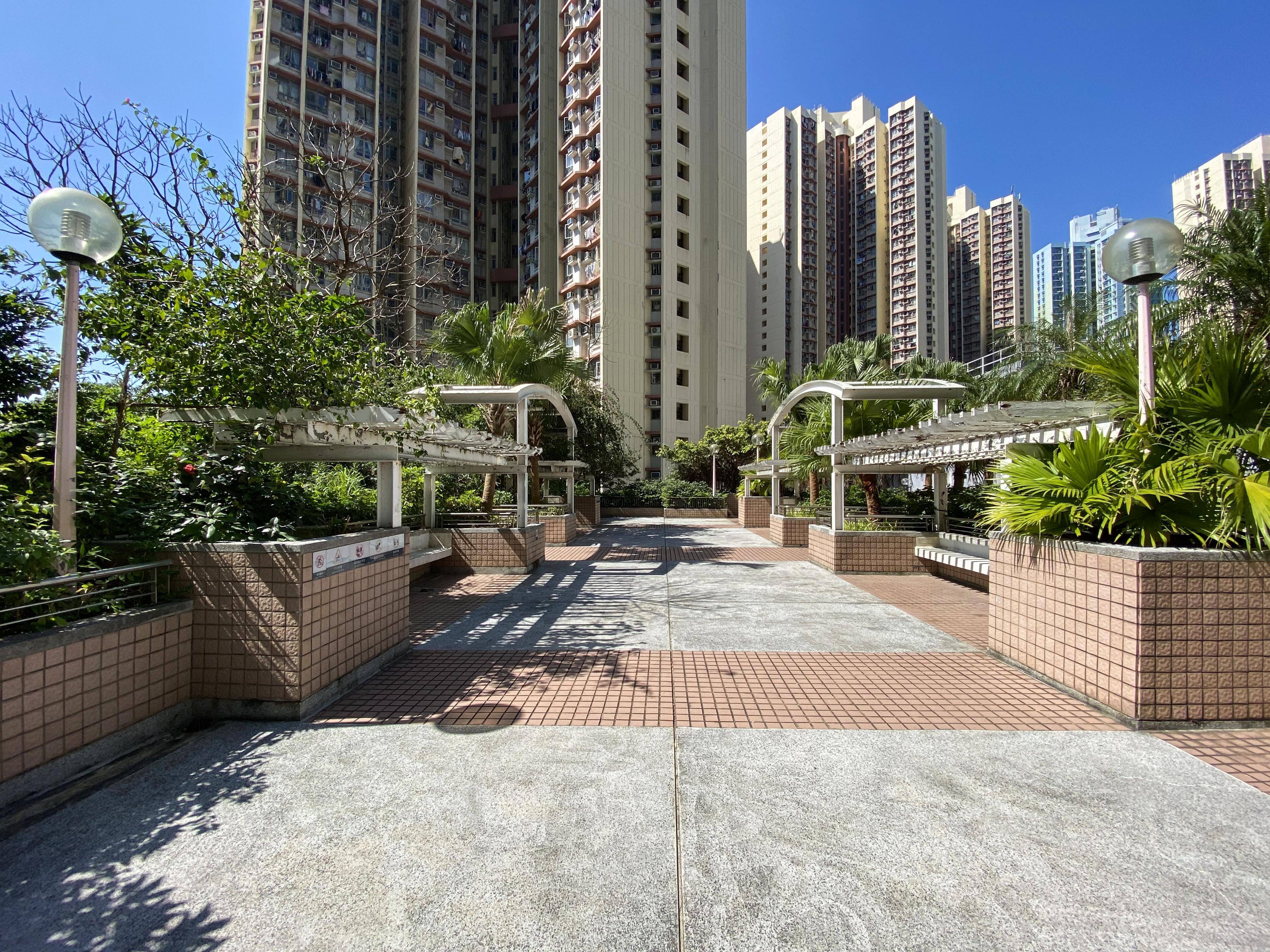
平田商場2樓花園平台
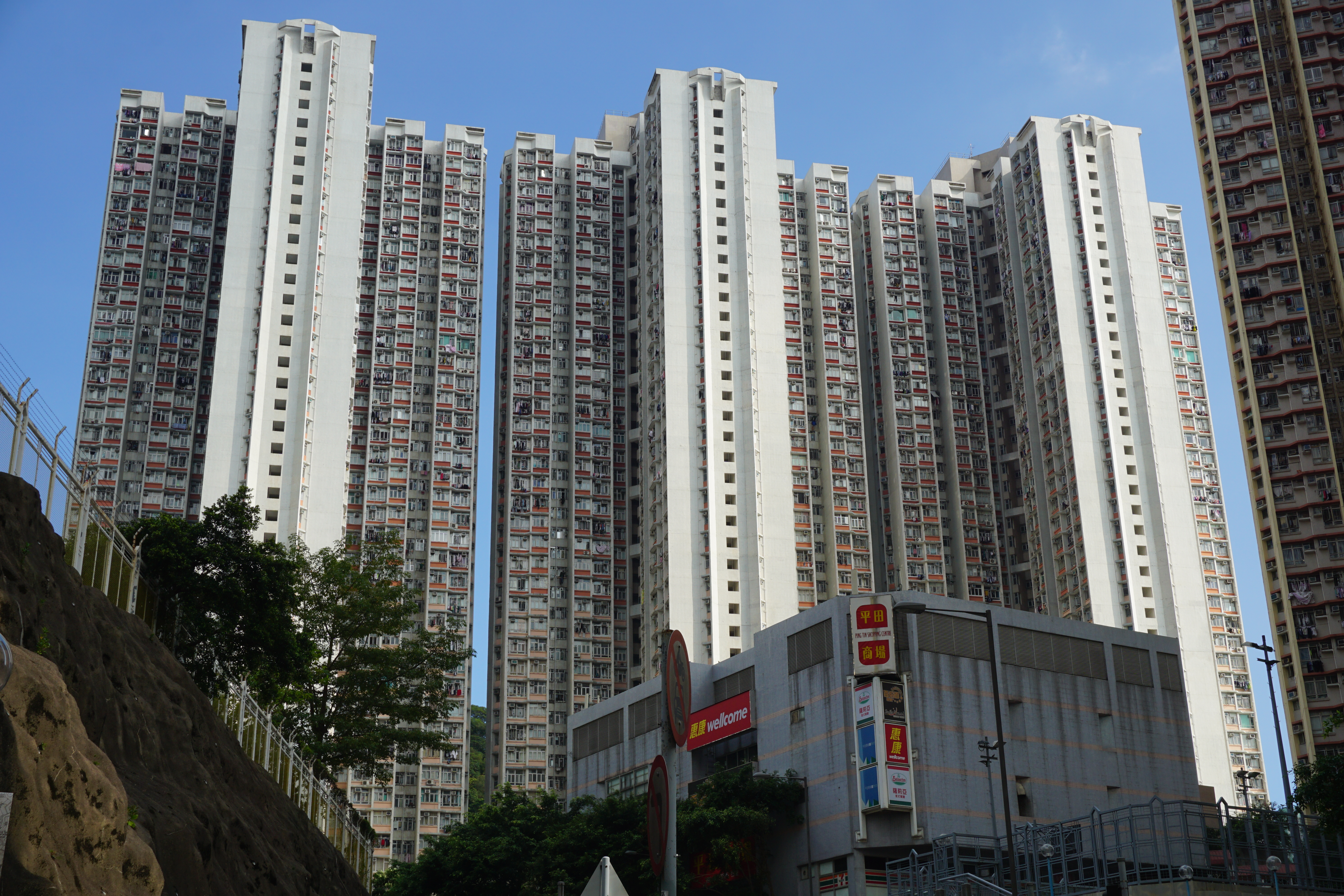
平田商場外貌（下）

## 教育及福利設施

### 小學

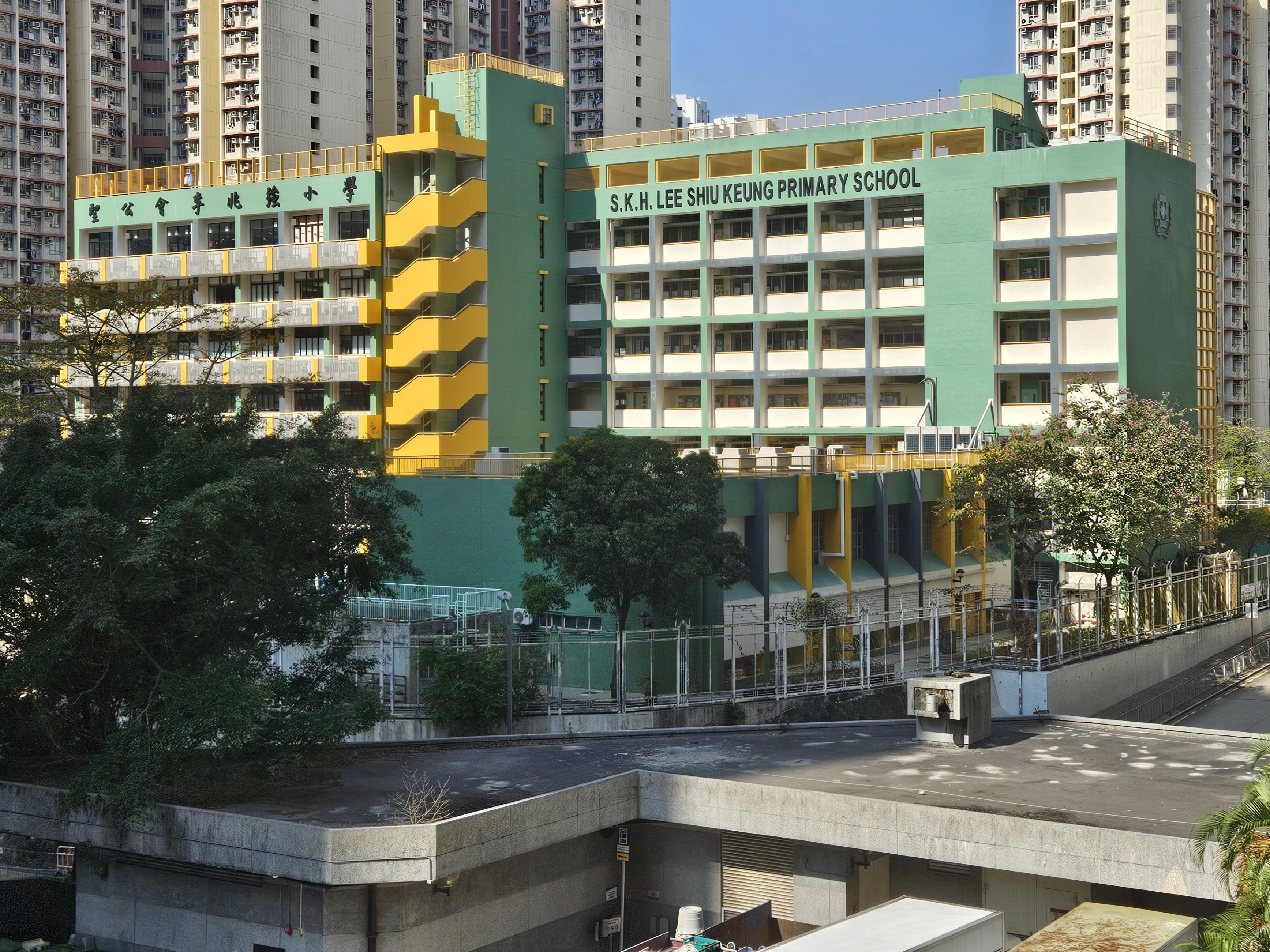
2024年1月的聖公會李兆強小學校舍

- 藍田循道衛理小學（1968年創辦）
- 聖公會李兆強小學（1969年創辦）

### 幼稚園
- 救世軍平田幼稚園   （1997年創辦）（位於平誠樓地下）
- 圓玄幼稚園（平田邨） （1998年創辦）（位於平善樓地下）

### 綜合青少年服務中心
- 香港中華基督教青年會藍田會所賽馬會綜合青少年服務中心  （位於平信樓地下）

### 長者鄰舍中心
- 循道衛理觀塘社會服務處藍田樂齡鄰舍中心  （位於平仁樓地下5號）

### 安老院
- 耆康會馮堯敬夫人護理安老院 （1997年創辦）（位於平田邨服務設施大樓2樓）

重建前學校
- 香港八和會館小學（1991年遷往上水石湖墟，易名李志達紀念學校；此校同時為曾梅千禧學校的前身）
- 司徒氏宗親會小學（1992年因屋邨重建而結束，此後十年內曾多次爭取復辦但不果）
- 佛教金麗幼稚園（1993年遷往鄰近的康雅苑）
- 聖公會聖匠幼稚園（1993年遷往鄰近的康栢苑，並易名「聖公會慈光堂聖匠幼稚園」）
- 順德聯誼總會昭文幼稚園

## 藍田邨重建後所分拆的其他屋邨
- 啟田邨
- 藍田邨（2009年起所落成之新廈）
- 安田邨

## 所屬區議會
平田邨除平真樓外，屬於平田選區。平真樓在2003年香港區議會選舉獲劃至藍田選區，而在2007年香港區議會選舉本來曾考慮劃入廣德選區內，但最終仍維持在藍田選區。直至2015年香港區議會選舉，整條平田邨及鄰近安田邨統一劃入平田選區。2019年區議會選舉，本區加入了啟田道西面的啟田大廈。2023年香港選舉改革後，平田邨與整個藍田、茶果嶺及油塘一併劃為觀塘東南選區。現任區議員為龐智笙與簡銘東。

## 著名住客
- 周志文，香港男藝人，前無綫電視藝員

## 事件
- 平田商場開幕後不久便發生一宗事故。1997年12月，一名男童在商場1樓倚着玻璃圍欄時，懷疑玻璃安裝不穩或鬆脫，男童和玻璃板一同從商場一樓跌至地下[19]。民建聯臨時立法會議員陳鑑林在意外後的實地視察發現，該商場玻璃圍欄安裝方法，與香港《建築物規例》規定的不同。民協廖成利議員亦稱倘若地盤視察組沒有進行此一檢查程序，則有人須對意外事件負責。這宗意外曾令商場的承建商被禁止投標半年[20]。
- 2020年3月27日，平田邨平旺樓發生風化案，一名男子跟隨一名14歲女童進入大廈，其後一同搭升降機上樓，女童步出升降機後，男子將她拖行至後樓梯似另有企圖。幸女童大聲呼喊，街坊聞聲趕至把女童救出，色魔事敗逃去。互委員稱事件已交警方處理。[21]
- 2023年4月18日，平信樓一單位發生命案，消防到場破門後發現一男一女昏迷倒臥房內，二人當場證實死亡。警方指兩人為情侶關係，據悉男事主任運輸散工，初步疑涉及金錢問題，遺書透露愧對家人。[22]

## 外部連結
- 房委會物業位置及資料 平田邨（页面存档备份，存于）
- 房委會物業位置及資料 平田邨
- 房委會物業位置及資料 平田商場（页面存档备份，存于）
- 平田商場（页面存档备份，存于）